# Boubers-lès-Hesmond
Boubers-lès-Hesmond település Franciaországban, Pas-de-Calais megyében. Lakosainak száma 70 fő (2022. január 1.). Boubers-lès-Hesmond Embry és Hesmond községekkel határos.

## Népesség
A település népességének változása:
| Lakosok száma | 75   | 84   | 90   | 88   | 84   | 79   | 75   | 73   | 70   |
|               | 2013 | 2015 | 2016 | 2017 | 2018 | 2019 | 2020 | 2021 | 2022 |